# Проспект Ленина (Нижний Тагил)
Проспект имени Ленина расположен в Ленинском районе Нижнего Тагила, в Центре города. Главная улица города. Он ведёт от улицы Островского (Краеведческого музея) до Садовой улицы (дом быта «Эра»). На улице находятся Музей-заповедник «Горнозаводской Урал», Драматический театр, Нижнетагильский театр кукол, КДК «Современник» и административные учреждения города, а также множество магазинов и банков. Образован в 1928 году путём слияния двух улиц — Александровская (ул. Ленина с 1928 г.; от Краеведческого музея до Театральной площади) и Салдинская (от Театральной площади до дома быта «Эра»).
Проспект застраивался в 1948—1958 годах по проектам ленинградских архитекторов Я. Свирского, Г. Тиме и Н. Когана. Этот комплекс жилых домов по проспекту Ленина признан памятником архитектуры. Кроме того, на проспекте сохранился ряд исторических объектов (Провиантский магазин, дом общества потребителей, купеческие дома — всего 15 объектов), которые также признаны памятниками истории и архитектуры.
Пересекается со следующими улицами:
- Улица Островского;
- Улица Огаркова;
- Улица Красноармейская;
- Улица Первомайская;
- Улица Пархоменко;
- Улица Вязовская;
- Проспект Мира;
- Улица Октябрьской Революции
- Улица Садовая.

Проспект является главной улицей города. На проспекте находится Театральная площадь — главная площадь города, основное место проведения городских мероприятий и праздников.
На пересечении проспекта Ленина и улицы Островского установлен памятник Ленину в Нижнем Тагиле, один из первых памятников вождю на Урале и СССР.
На пересечении с улицей Пархоменко находится памятник Черепановым Ефиму Алексеевичу и Мирону Ефимовичу, конструкторам первого в России паровоза. Памятник был установлен в 1956 году и является памятником истории федерального значения.
По проспекту проходит большое количество маршрутов общественного транспорта: автобус, трамвай, маршрутное такси.

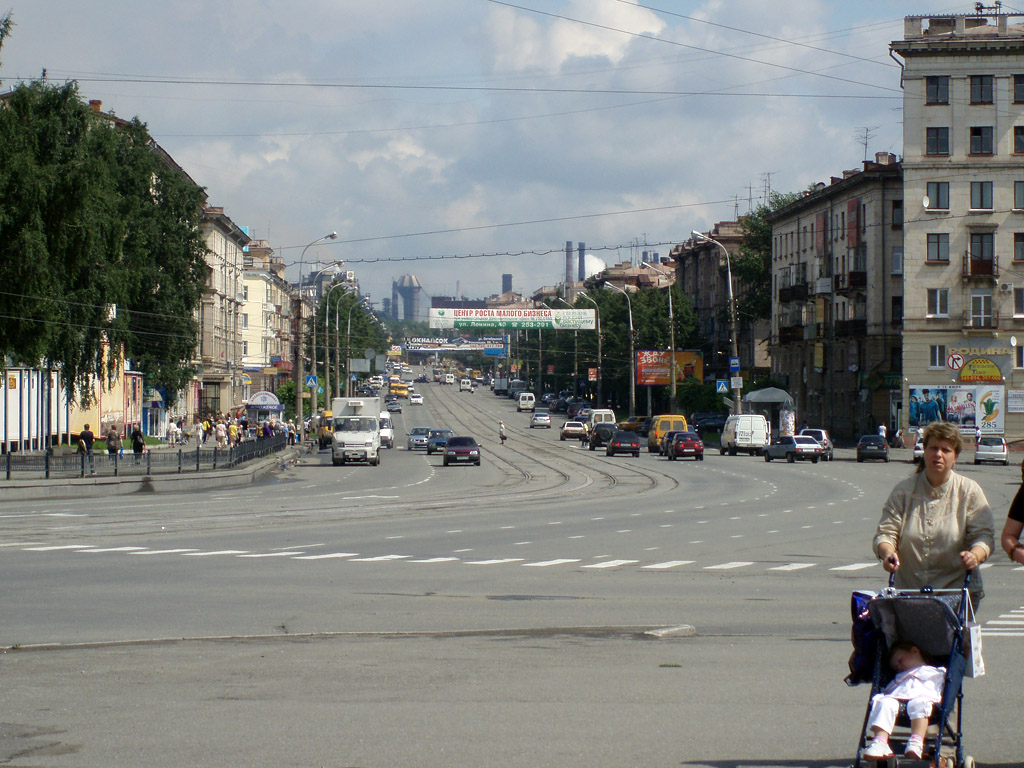
Вид от драмтеатра в сторону вокзала
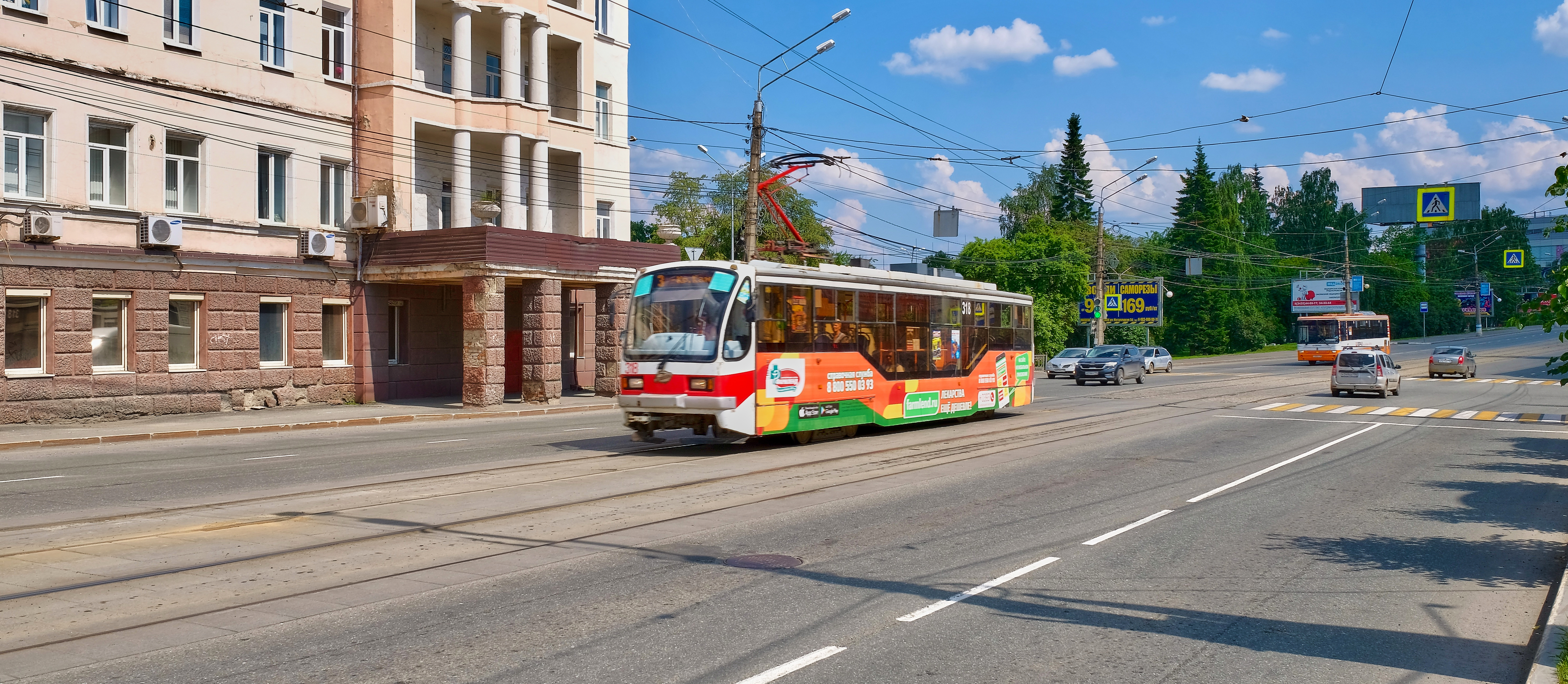
Перекрёсток с улицей Огаркова
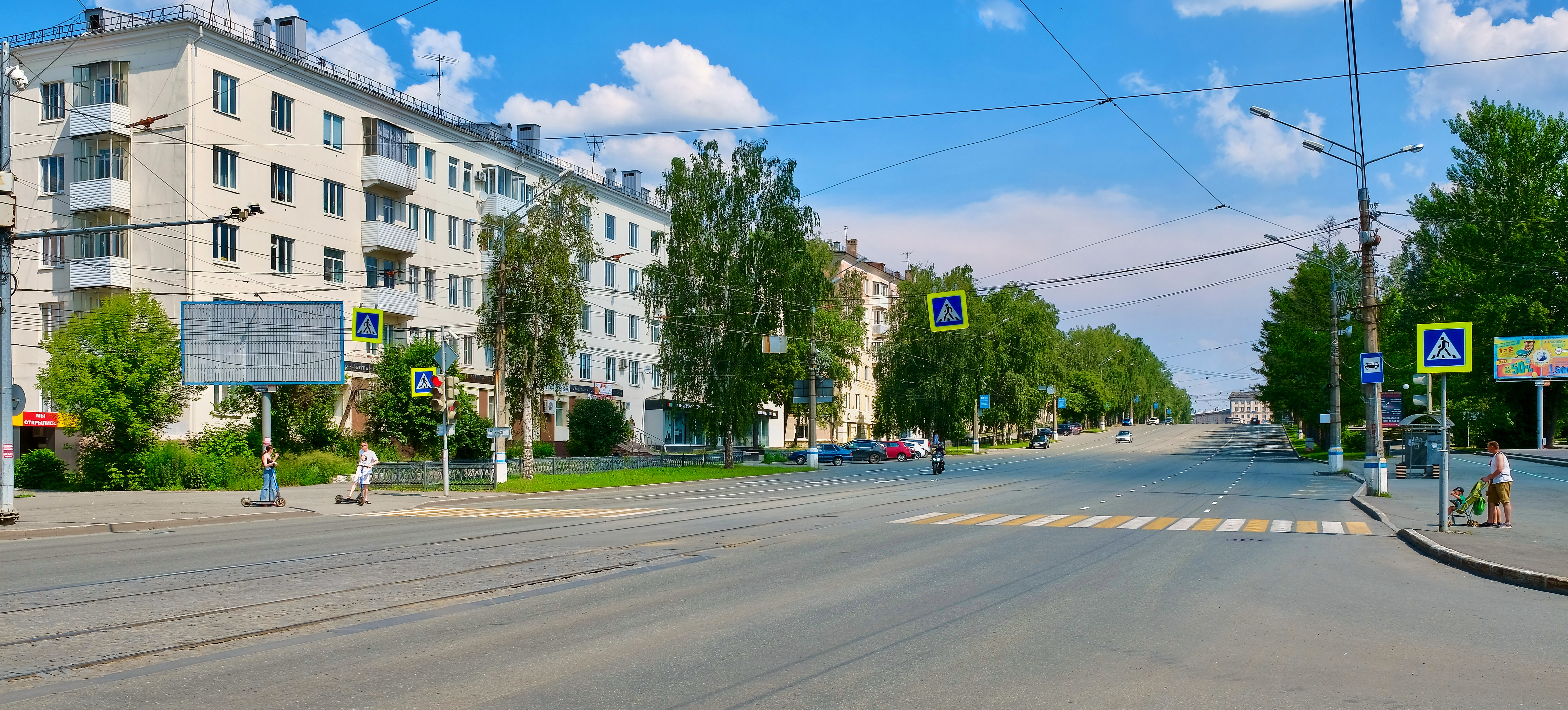
Перекрёсток с улицей Первомайской
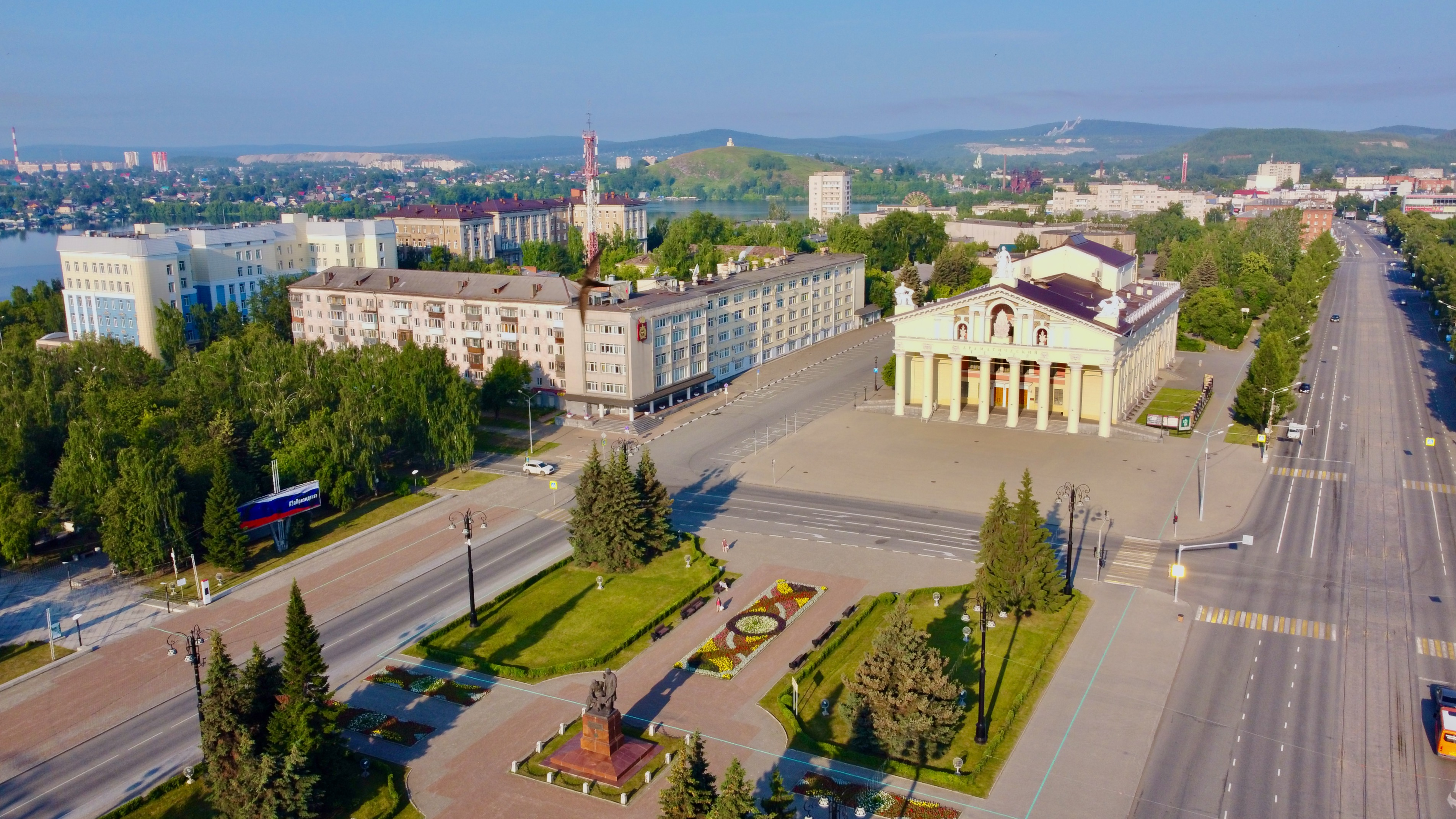
Театральная площадь слева от проспекта
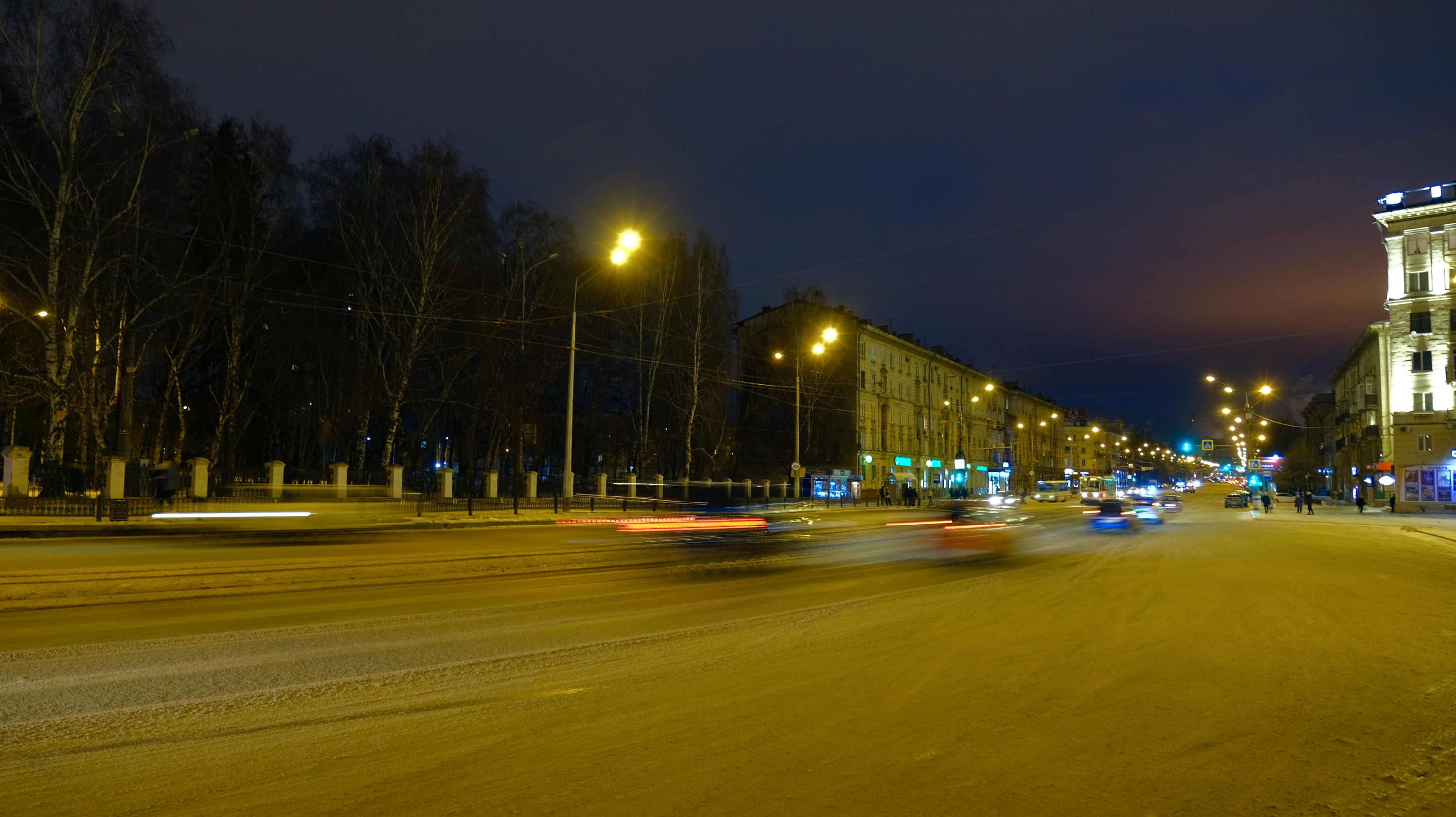
Вечерний вид
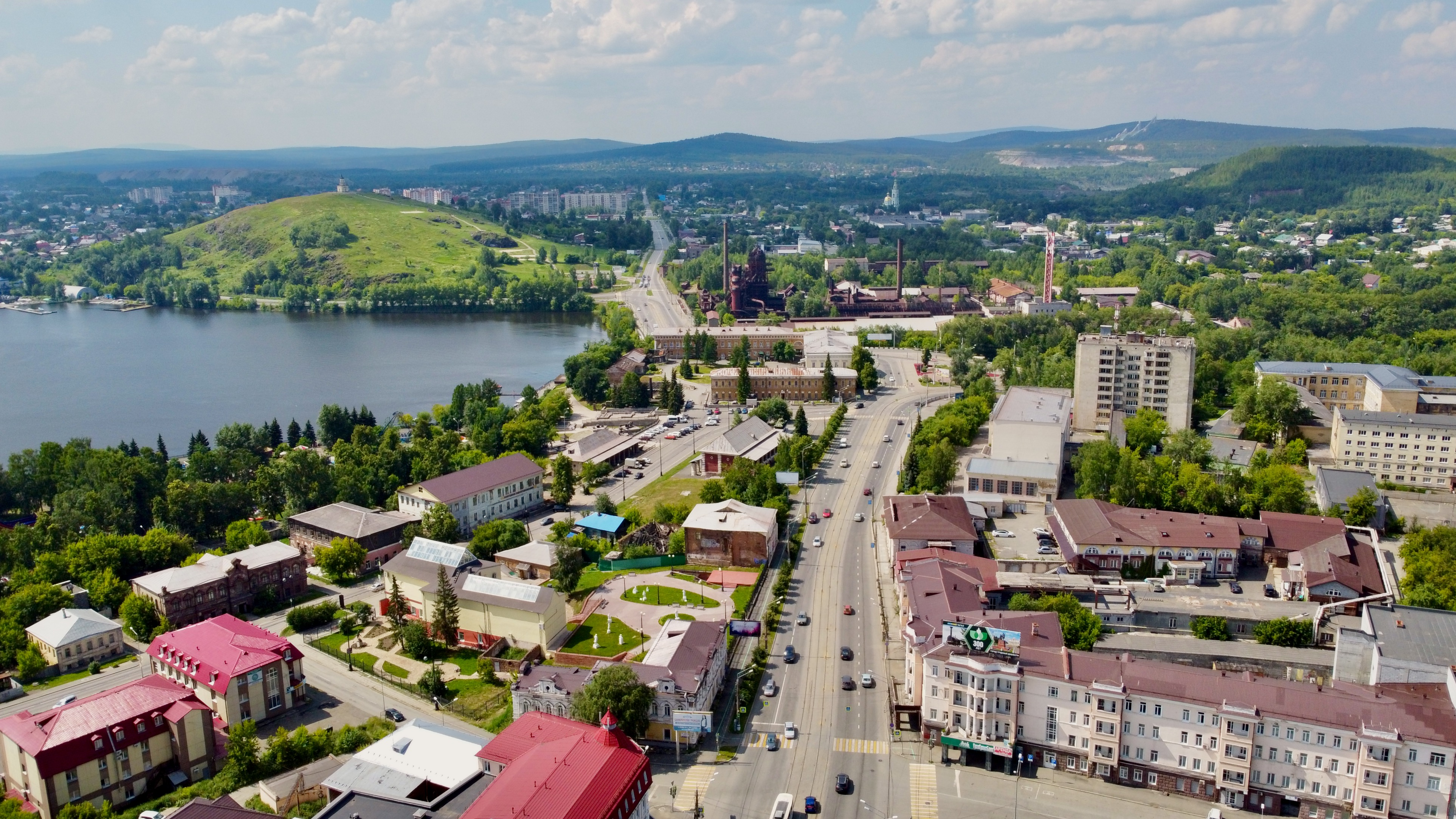
Вид с высоты на западную часть